# Regarde-moi (émission de télévision)
Pour les articles homonymes, voir Regarde-moi.
Regarde-moi : un silence pour tout se dire est une émission de télévision française présentée par Karine Ferri, diffusée tous les jeudis en prime time du 22 février 2018 au 22 mars 2018 sur TFX. 
La musique de l'emission est I Know You" du chanteur de Craig David en duo avec Bastille. La musique de la bande-annonce publié lors des publicités est  Creep de Vintage Postmodern Jukebox Radiohead Cover en collaboration avec Haley Reinhart.

## Principe
Deux personnes (qu'ils soient en couple, jumeaux, frères, sœurs, amis...) qui se sont séparées depuis des années ou qui ne se sont jamais connues vont pouvoir se rencontrer et discuter en se regardant les yeux dans les yeux.

## Fonctionnement

### Le regard
Les deux personnes, chacune dans une pièce comportant une porte menant à une salle avec deux chaises placées face à face, vont pouvoir se rencontrer pour la première fois ou se retrouver après une longue séparation. Les lumières s'allument, la première personne entre dans la salle, suivie de la deuxième, et ensemble, elles s'installent en face à face, sans communiquer mais en se regardant dans les yeux pendant quelques minutes. Après cette première phrase, les lumières s'éteignent, et chaque personne regagne la pièce d'où elles venaient, pour reprendre ses émotions et prendre une décision. Soit la personne sollicitée accepte de revoir une deuxième fois celle qui a requis sa présence, soit elle refuse.

### La communication
Dans la deuxième et dernière phase, et si la personne accepte de revoir l'autre, les lumières se rallument dans la salle et elles s'y rejoignent de nouveau, pour se parler et enfin se connaître. Elles peuvent alors décider de repartir ensemble au travers de la même porte ou séparément en regagnant leur pièce originelle.

## Thèmes

### Émission n°1
| N° | # | Titres                                                           | Invités             |
| -- | - | ---------------------------------------------------------------- | ------------------- |
| 1  | 1 | Je veux retrouver ma sœur                                        | Élise & Anne-Laure  |
| 1  | 2 | Je veux que notre première rencontre soit magique                | Édouard & Nastassia |
| 1  | 3 | Je veux me reconcilier avec ma fille                             | Marylene & Tatiana  |
| 1  | 4 | Je veux dire "je t'aime" à mon père adoptif                      | Laura & Sylvain     |
| 2  | 5 | Je veux retrouver mon amour de jeunesse                          | Marielle & Michel   |
| 2  | 6 | Je veux poser un ultimatum à mon conjoint                        | Olivia & Nicolas    |
| 2  | 7 | Je veux remercier la personne qui m'a sauvé la vie               | David & Philippe    |
| 2  | 8 | Je veux dire à mon homme qu'on va se battre pour avoir un enfant | Laura & Michaël     |

### Émission n°2
| N° | # | Titres                                                   | Invités             |
| -- | - | -------------------------------------------------------- | ------------------- |
| 3  | 1 | Je veux rencontrer mon père pour la première fois        | Florian & Rudy      |
| 3  | 2 | Je veux me réconcilier avec ma sœur jumelle              | Élodie & Ludivine   |
| 3  | 3 | Je veux que mon copain me pardonne ma jalousie excessive | Sharon & Costa      |
| 3  | 4 | Je viens annoncer à mon père qu'il va être grand-père    | Prisca & Jean-Marie |
| 4  | 5 | Je veux que ma mère me pardonne d'avoir fugué            | Mélissa & Peggy     |
| 4  | 6 | Je ne veux pas que mon mari baisse les bras              | Ingrid & David      |
| 4  | 7 | Je veux reconquérir mon ex                               | Julie & Sofien      |
| 4  | 8 | Je veux exprimer mon amour à ma mère de mon cœur         | Quentin & Michèle   |

### Émission n°3
| N° | # | Titres                                           | Invités            |
| -- | - | ------------------------------------------------ | ------------------ |
| 5  | 1 | Je veux me réconcilier avec ma meilleure amie    | Marion & Sandra    |
| 5  | 2 | Je veux m'expliquer avec ma belle-mère           | Elsa & Isabelle    |
| 5  | 3 | Je veux renouer avec ma sœur                     | Maxime & Charlotte |
| 5  | 4 | Je veux remercier mon frère qui m'a sauvé la vie | Marjorie & Gérald  |

### Émission n°4
| N° | # | Titres                                               | Invités                       |
| -- | - | ---------------------------------------------------- | ----------------------------- |
| 6  | 1 | Je veux demander pardon à mon fils                   | Jacques-Michel & Pierre-Henry |
| 6  | 2 | Je veux avouer mon coup de cœur à un jeune homme     | Amanda & Omar                 |
| 6  | 3 | Je veux savoir si ma femme désire un deuxième enfant | Florent & Fleur               |
| 6  | 4 | Je veux me réconcilier avec ma meilleure amie        | Mélyssa & Élodie              |

### Émission n°5
| N° | # | Titres                                                   | Invités              |
| -- | - | -------------------------------------------------------- | -------------------- |
| 7  | 1 | Je veux renouer avec ma sœur                             | Fanny & Lauranne     |
| 7  | 2 | Je veux que notre première rencontre soit hors du commun | Charlotte & Giuseppe |
| 7  | 3 | Je veux me réconcilier avec mon père                     | Lucia & Joachim      |
| 7  | 4 | Je veux reconquérir mon ex-petit amie                    | Edwige & Julie       |

## Audiences
| Numéro | Date de diffusion | Téléspectateurs | PDA   | Références |
| ------ | ----------------- | --------------- | ----- | ---------- |
| 1      | 22 février 2018   | 465 000         | 1,9 % | [ 1 ]      |
| 2      | 22 février 2018   | 520 000         | 2,7 % | [ 1 ]      |
| 3      | 1er mars 2018     | 401 000         | 1,6 % | [ 2 ]      |
| 4      | 1er mars 2018     | 351 000         | 1,8 % | [ 2 ]      |
| 5      | 8 mars 2018       | 330 000         | 1,4 % | [ 3 ]      |
| 6      | 15 mars 2018      | 315 000         | 1,3 % | [ 4 ]      |
| 7      | 22 mars 2018      | 193 000         | 0,8 % | [ 5 ]      |

- Meilleure score d'audience
- Meilleure score en PDA
- Pire score d'audience et PDA